# Shushica alközség (Elbasan)
Shushica alközség alsó szintű közigazgatási egység Albánia központi részén, a Shkumbin bal partján, Elbasan délkeleti szomszédságában. Elbasan megyén belül Elbasan község része. Központja Shushica, további települései Fushë-Buall, Hajdaran, Mliza, Polis i Vogël, Polis-Vale, Shelcan, Vasjan és Vreshtaj. A 2011-es népszámlálás alapján Shushica alközség népessége 8731 fő.
Shushica a Shkumbin bal partján, az Elbasani-sík keleti peremén fekszik. A folyó menti síkvidék sávját nem tekintve az alközség területét a Polisi-hegység lábának dombsági, kelet felé haladva egyre inkább hegységi vonulatai határozzák meg. Shushica és Shelcan között húzódik a Sinan-hegy (Mal i Sinanit, 809 m), a Polisi-hegység északnyugati nyúlványa, amely mintegy 400 méterre közelíti meg a Shkumbin medrét, a folyó itt lép ki felső szakaszának keskeny völgyéből az Elbasani-síkra. Shushica vidékének vízrajzát a Shkumbin mellett annak mellékvize, a Zall i Shushicës (kb. ’Shushicai-kavicsos’) határozza meg. Az alközség nyugati részén halad át az Elbasant Gjinarral összekötő SH88-as jelű főút.
Shelcan mellett késő bronzkori települést tártak fel a régészek, amelynek i. e. 1500–1200 közötti bronzfejszéi a mai Shkodra környékéről ismert helyi fejszetípus legdélebbről előkerült példányai. Az alközség fő nevezetessége, egyúttal egyetlen műemléke is a shelcani görögkeleti Szent Miklós-templom (Kisha e Shën Kollit). Az 1551/1554-ben bizánci stílusban épült templom néhány eredeti, 16. századi freskója Onufri munkája.